# Lisa Weeda
Lisa Weeda (Rotterdam, 25 januari 1989) is een Nederlands schrijver, literair programmamaker en scenarist.

## Levensloop
Van haar derde tot haar zesde woonde Weeda in Duitsland. Ze doorliep het Johan de Witt-gymnasium in Dordrecht en studeerde Theater-, Film- en Televisiewetenschap aan de Universiteit Utrecht. Weeda studeerde in 2015 in Arnhem af aan ArtEZ in Creative Writing. In 2016 verscheen haar chapbook De benen van Petrovski, een literaire weerslag van haar reis naar Oekraïne, het land waar haar grootmoeder vandaan komt en nog een groot deel van haar familie woont. Oekraïne staat vaak centraal in haar werk.
Weeda werd uitgeroepen tot literair talent van het jaar 2022 in de Volkskrant. Aleksandra is haar debuutroman en werd genomineerd voor de Libris Literatuurprijs van hetzelfde jaar en won de De Bronzen Uil.
In 2024 maakte Lisa de immersieve installatie Dans Dans Revolutie bij Theater Bellevue.

## Bestseller 60
| Boeken met noteringen in de Nederlandse Bestseller 60 | Jaar van verschijnen | Datum van binnenkomst | Hoogste positie | Aantal weken | Opmerkingen    |
| ----------------------------------------------------- | -------------------- | --------------------- | --------------- | ------------ | -------------- |
| Aleksandra                                            | 2022                 | 02-03-2022            | 1(1wk)          | 15           | De Bronzen Uil |
| Dans dans revolutie                                   | 2024                 | 14-02-2024            | 41              | 1            |                |

- Bibsys: 1665642634493
- Gemeinsame Normdatei: 1246477262
- International Standard Name Identifier: 0000 0005 0592 7697
- Library of Congress Control Number: no2022021403
- Nationale Bibliotheek van Tsjechië: xx0279051
- Nederlandse Thesaurus van Auteursnamen: 408435968
- Virtual International Authority File: 13163810618038822708